# NGC 1430
NGC 1430 — звезда в созвездии Эридан.
Этот объект входит в число перечисленных в оригинальной редакции «Нового общего каталога».
NGC 1430 может быть тем же объектом, что и NGC 1440, так как описание Фрэнка Ливенворта NGC 1430 подходит и для центра NGC 1440.